# Kazimierz Fabisiak

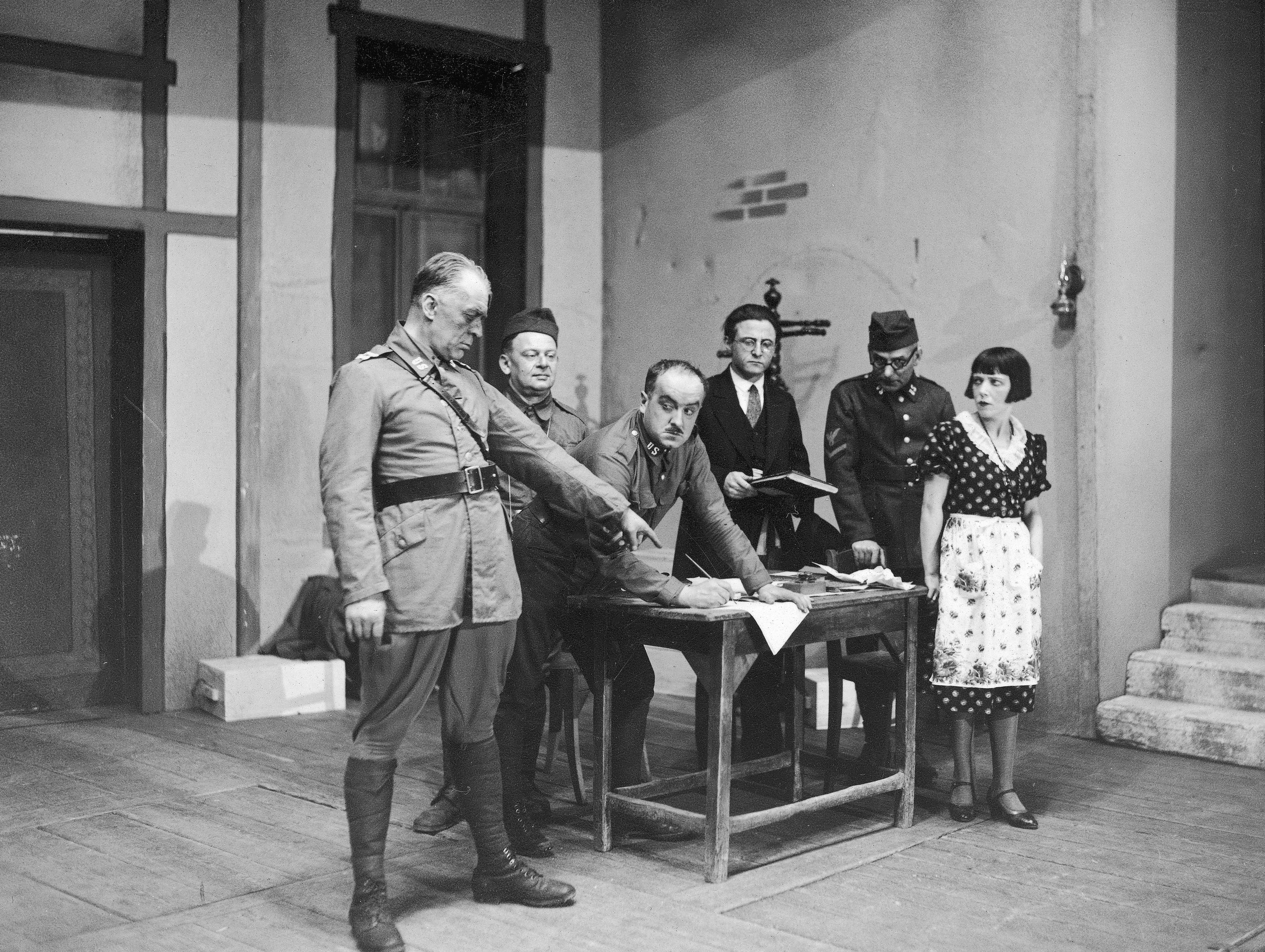
Scena z przedstawienia Rywale w Teatrze Miejskim im. J. Słowackiego w Krakowie (1929). Od lewej: Kazimierz Junosza-Stępowski, Józef Leliwa, Kazimierz Fabisiak, Wilhelm Wichurski, Stefan Turski, Stanisława Kostecka.

Kazimierz Fabisiak (ur. 11 lutego 1903 w Warszawie, zm. 28 kwietnia 1971 w Krakowie) – polski aktor, reżyser teatralny, dyrektor teatru.

## Życiorys
Urodził się w rodzinie Aleksandra i Józefy z Borutów. Ukończył gimnazjum im. Władysława IV w Warszawie (1919). W latach 1919–1920 służył jako ochotnik w Wojsku Polskim. W latach 1923–1924 studiował w Oddziale Dramatycznym przy Państwowym Konserwatorium Muzycznym w Warszawie, uzyskując dyplom aktora. Pracę sceniczną rozpoczął w Teatrze Miejskim w Łodzi w sezonie 1924/25. Debiutował 15 września 1924 jako Piotr Hoering w sztuce Kłopoty geniusza. Poza stałą pracą w Teatrze Miejskim (w sezonach letnich także na scenie Teatru Letniego w Parku Staszica), organizował również przedstawienia amatorskie i występował na Scenie Robotniczej. W sezonach 1929/30–1931/32 występował w Krakowie w Teatrze im. Juliusza Słowackiego, następnie w Warszawie: w sezonach 1932/33–1933/34 w Teatrze Polskim i Małym, 1934/35 na scenach TKKT, prócz Teatru Polskiego, w Narodowym, Nowym i Letnim, w sezonach 1935/36–1938/39 znowu w Teatrze im. Juliusza Słowackiego w Krakowie (gdzie był także reżyserem).
We wrześniu 1939 zmobilizowany do wojska. Podczas kampanii wrześniowej trafił do niewoli; po półtoramiesięcznym pobycie w obozie kieleckim powrócił do Krakowa, gdzie podjął pracę w wydziale finansowym Magistratu. W latach 1941–1944 był reżyserem i aktorem jawnych przedstawień wystawianych w Starym Teatrze; w latach 1944–1945 kierownikiem, reżyserem i aktorem krakowskiego Teatru Powszechnego, otwartego pod protektoratem władz okupacyjnych. Za działalność tę został po wojnie ukarany przez ZASP. W 1945 był krótko aktorem Śląskiego Teatru Wojskowego, następnie przez dwa lata pracował jako inspektor kontroli społecznej Wojewódzkiej Rady Narodowej w Katowicach, potem jako kierownik oddziału PCK tamże. W 1951 powrócił na scenę; w końcu marca 1951 zaangażował się jako aktor i reżyser w Teatrze Polskim w Bielsku-Białej i pracował tu w sezonach 1951/52 i 1952/53 najpierw pod ps. Wiśnicz, potem jako Fabisiak-Wiśnicz i pod własnym nazwiskiem. Od 1 lipca 1953 do 30 września 1956 był aktorem i reżyserem Teatrów Dramatycznych w Poznaniu. Od 1956 do śmierci pracował w krakowskich teatrach: im. Juliusza Słowackiego (w sezonach 1956/57 i 1957/58), Starym Teatrem (od sezonu 1958/59). Występował i reżyserował w Teatrze Polskiego Radia i Teatrze Telewizji. W latach 1956–1971 wystąpił w ponad trzydziestu filmach.
Dwukrotnie żonaty, najpierw był mężem Stefanii Jaworówny, sekretarki rozgłośni PR w Krakowie, potem Eleonory z domu Andretzky (1914–1997). Był ojcem aktora Aleksandra.
Zmarł na scenie teatralnej, w czasie próby generalnej ''Biesów'' Dostojewskiego. Pochowany na cmentarzu Rakowickim (kwatera PAS 69-płn).

## Filmografia
- 1956: Człowiek na torze – Konarski, członek komisji
- 1956: Zimowy zmierzch – maszynista Malinowski
- 1956: Nikodem Dyzma – Leon KunickiGrób Kazimierza Fabisiaka na cmentarzu Rakowickim w Krakowie

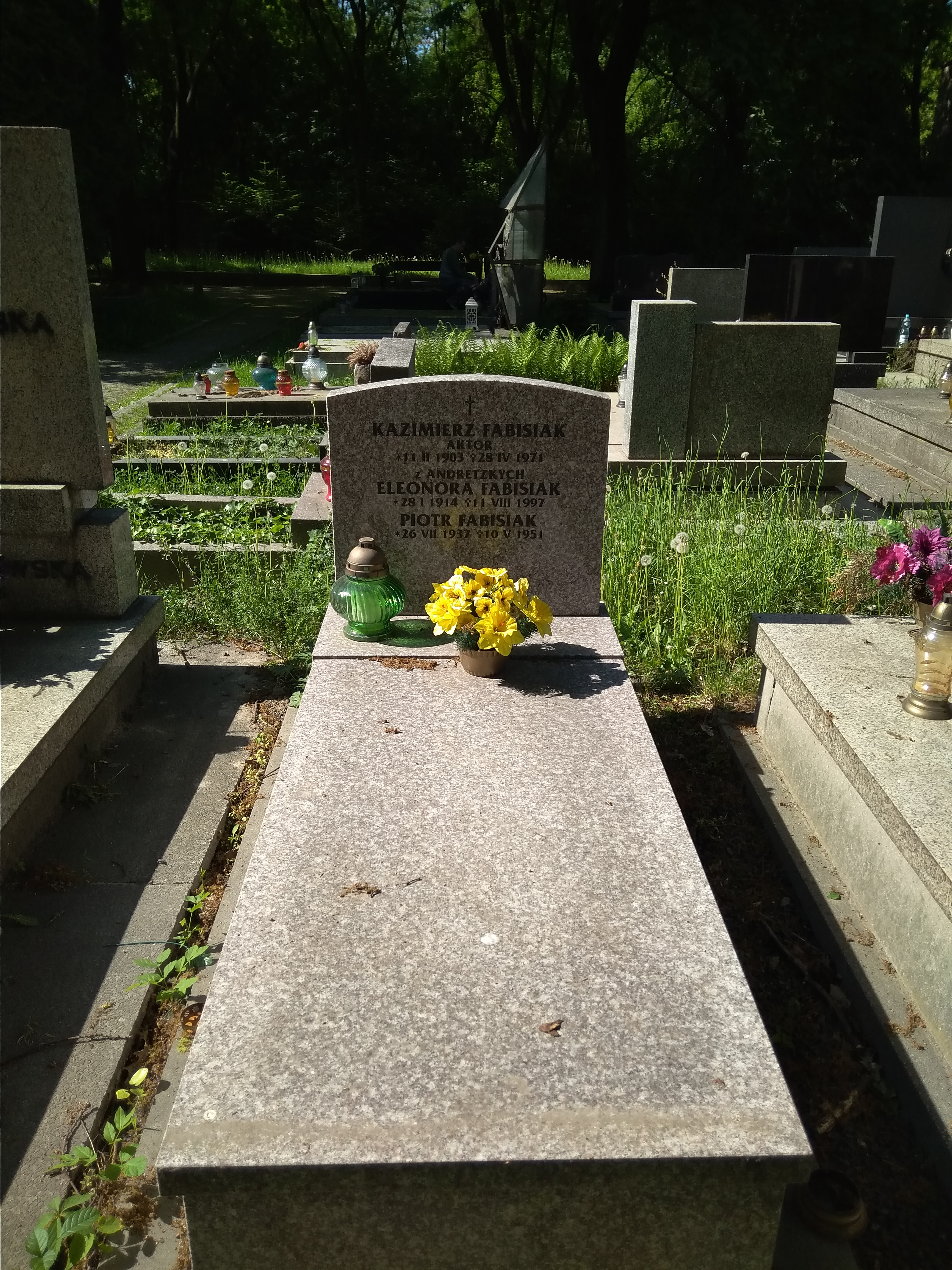
Grób Kazimierza Fabisiaka na cmentarzu Rakowickim w Krakowie

- 1958: Pożegnania – mężczyzna przy barze
- 1959: Miejsce na ziemi – rybak Edmund
- 1960: Matka Joanna od Aniołów – ksiądz Brym
- 1962: Między brzegami – dziadek Filip
- 1964: Echo –  Kasperski, współlokator Henryka w hotelu „Polonia” w Warszawie
- 1964: Panienka z okienka – mistrz jubilerski Johannes Szulc
- 1965: Podziemny front – Schmidt (odc. 4)
- 1966: Ściana Czarownic – Wierszycki
- 1966: Piekło i niebo – diabeł w starym piekle
- 1969: Jak rozpętałem II wojnę światową – ojciec Dominik, przeor klasztoru
- 1970: Pierścień Księżnej Anny – ksiądz Kaleb
- 1970: Album polski – profesor archeologii
- 1970: Wakacje z duchami – Lichoń (odc. 1 i 3)

Źródło: Filmpolski.pl.